# هيرما

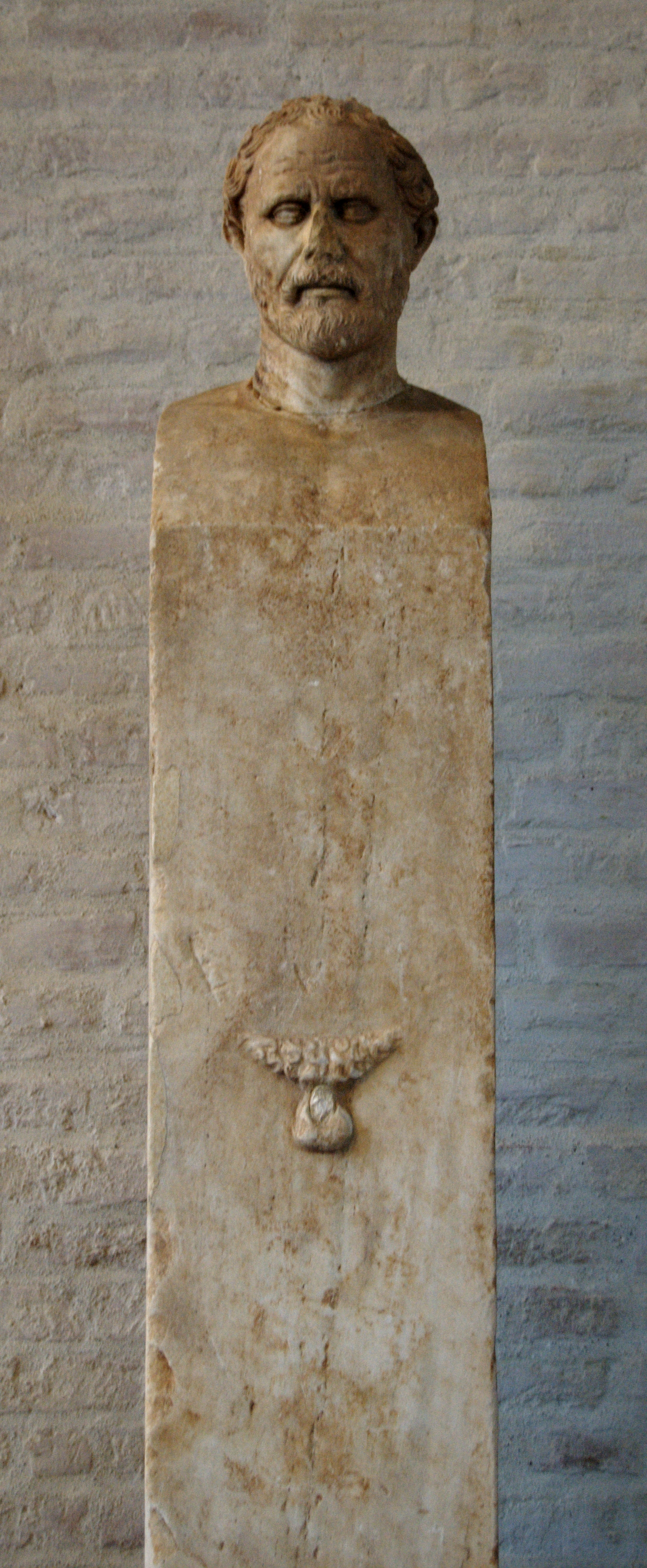
تمثال هيرما يجسد شخصية ديموستيني.

هيرما ( باليونانية القديمة ἑρμῆς) هو نوع من التماثيل التي كانت موجودة في زمن اليونان القديمة والتي كانت تتميز بوجود رأس الإنسان على جذع قاعدة، وقد نحت عليها أعضاء تناسلية بالارتفاع المناسب. ويعتقد أن اسمه مشتق من هرمس أحد الآلهة الإغريقية.